# Kosorín
Kosorín – wieś (obec) na Słowacji położona w kraju bańskobystrzyckim, w powiecie Żar nad Hronem. Pierwsze wzmianki o miejscowości pochodzą z roku 1487. 
Według danych z dnia 31 grudnia 2012, wieś zamieszkiwało 429 osób, w tym 219 kobiet i 210 mężczyzn.
W 2001 roku pod względem narodowości i przynależności etnicznej 99,27% mieszkańców stanowili Słowacy, a 0,49% Czesi.
Ze względu na wyznawaną religię struktura mieszkańców kształtowała się w 2001 roku następująco:
- Katolicy rzymscy – 87,62%
- Ewangelicy – 3,88%
- Ateiści – 4,61%
- Nie podano – 2,91%